# Oriol Fité
Oriol Fité Castillo (Lérida, 2 de febrero de 1989) es un futbolista andorrano. Juega de defensa y su equipo actual es el Inter Club d'Escaldes de la Primera División de Andorra.

## Trayectoria
Comenzó en las divisiones inferiores del UE Bordeta de Lleida y jugó allí hasta 2008. Debutó en 2008 con el CD Altorricón y jugó por el club hasta 2010. Fichó en mayo de 2010 por el FC Santa Coloma y se ha mantuvo allí hasta 2017, cuando decidió fichar por el Inter.

## Selección nacional
Ha sido internacional con la selección de fútbol sub-21 de Andorra 5 veces.

## Clubes
| Club                  | País    | Año             |
| --------------------- | ------- | --------------- |
| CD Altorricón         | España  | 2008-2010       |
| FC Santa Coloma       | Andorra | 2010-2017       |
| Inter Club d'Escaldes | Andorra | 2017-2018       |
| Inter Club d'Escaldes | Andorra | 2019-Actualidad |

## Palmarés

### Campeonatos nacionales
| Título                          | Club                  | País    | Año                                         |
| ------------------------------- | --------------------- | ------- | ------------------------------------------- |
| Primera División de Andorra (5) | FC Santa Coloma       | Andorra | 2010-11, 2013-14, 2014-15, 2015-16, 2016-17 |
| Supercopa de Andorra            | FC Santa Coloma       | Andorra | 2015                                        |
| Primera División de Andorra     | Inter Club d'Escaldes | Andorra | 2019-20                                     |
| Supercopa de Andorra            | Inter Club d'Escaldes | Andorra | 2020                                        |